# Pangi (territoire)
Le territoire de Pangi est une entité administrative déconcentrée de la province du Maniema en république démocratique du Congo.

## Géographie
Le territoire s'étend à l'est du chef-lieu provincial Kindu, au centre-est de la province.

## Subdivisions
Le territoire est constitué de deux communes, une chefferie et de trois secteurs :
| Subdivision  | Statut    |
| ------------ | --------- |
| Pangi        | Commune   |
| Kalima       | Commune   |
| Babene       | Chefferie |
| Beia         | Secteur   |
| Ikama        | Secteur   |
| Wakabango II | Secteur   |